# Рациборовиці (Малопольське воєводство)
Рациборовіце (пол. Raciborowice) — село в Польщі, у гміні Міхаловіце Краківського повіту Малопольського воєводства.
Населення — 810 осіб (2011).
У 1975-1998 роках село належало до Краківського воєводства.

## Демографія
Демографічна структура станом на 31 березня 2011 року:
|          | Загалом | Допрацездатний вік | Працездатний вік | Постпрацездатний вік |
| -------- | ------- | ------------------ | ---------------- | -------------------- |
| Чоловіки | 403     | 88                 | 294              | 21                   |
| Жінки    | 407     | 90                 | 245              | 72                   |
| Разом    | 810     | 178                | 539              | 93                   |